# Karina LeBlanc
Karina Chenelle LeBlanc (Atlanta, 30 de março de 1980) é uma futebolista que atuava como goleira profissional de futebol e ex-gerente geral do Portland Thorns FC. Embora nascida nos Estados Unidos, jogou pela seleção canadense e por vários times femininos profissionais nos Estados Unidos ao longo de sua carreira de quatorze anos.

## Carreira
Karina LeBlanc fez parte do elenco medalha de bronze nos Jogos Olímpicos de Verão de 2012.